# 로리카 하마타

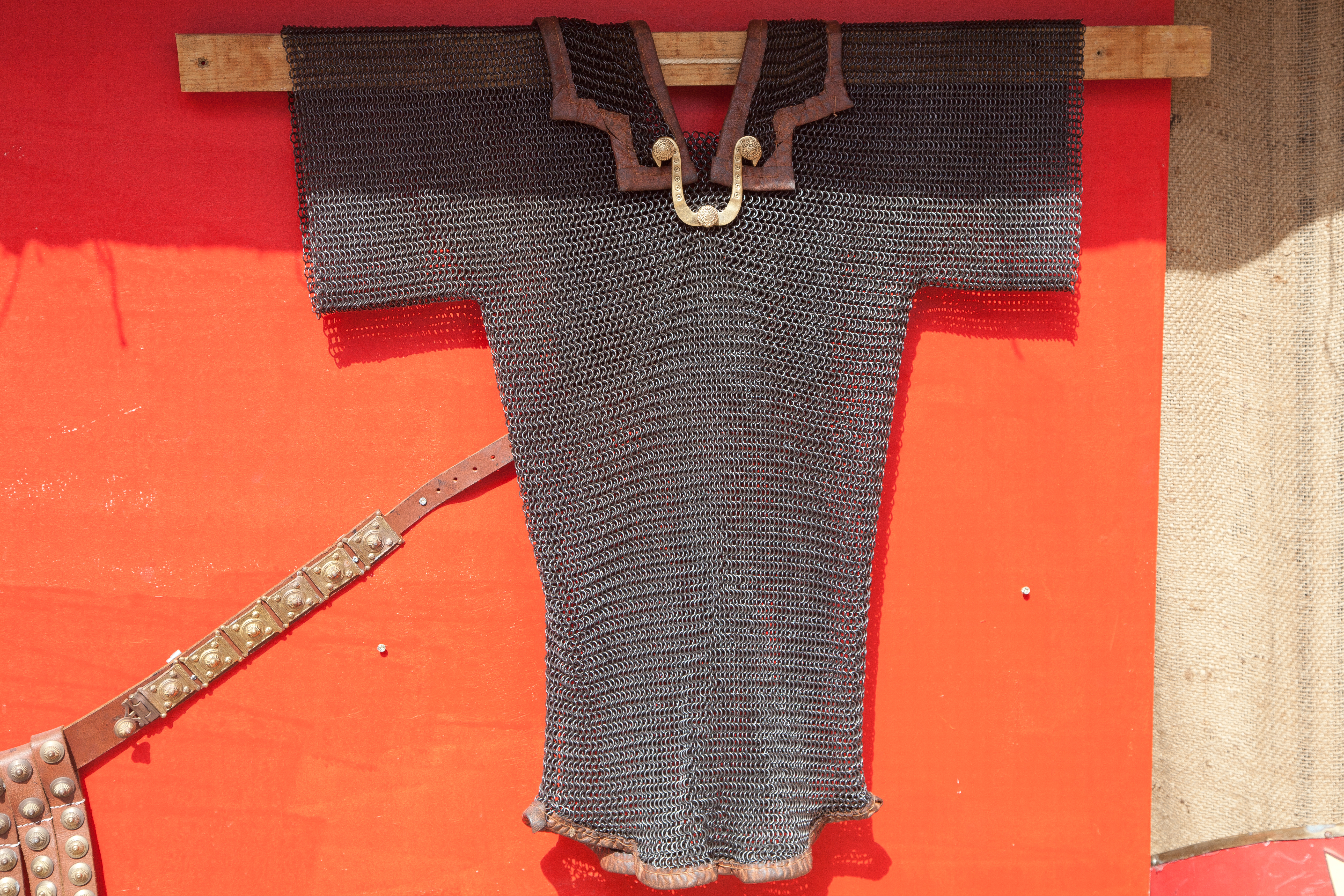

로리카 하마타는 로마제국의 갑옷으로, 쇄자갑의 일종이다. 로리카 세그멘타타가 1세기 중반 등장하기 전까지 로마제국의 갑옷으로 쓰였고 로리카 세그멘타타가 등장하자 대체된 것으로 알려졌으나, 보조병, 군단병 둘다 로리카 세그멘타타를 입지 않았기에, 사라지지 않고 지속적으로 사용되었을 것이라는 주장이 있다. "The lorica hamata was still common amongst the legionary soldiers in the 2nd century AD"라는 문구가 있는 걸로 봐서는 로리카 세그멘타타를 대체했든지 아니면 최소한 같이 쓰였을 곳이다.